# Hablemos de...
Hablemos de... con César Antonio Santis o simplemente Hablemos de... fue un programa de televisión transmitido por Televisión Nacional de Chile y conducido por César Antonio Santis.

## Antecedentes
Luego del término de Siempre lunes y de la salida de Antonio Vodanovic de la red estatal hacia Megavisión a fines de 1993, se cree necesario hacer un nuevo estelar para paliar la escasez de la parrilla programática de la estación pública. Para ello se llama al animador César Antonio Santis, que regresaba al canal luego del fracaso de Porque hoy es sábado en 1988.
El programa parte el miércoles 17 de agosto de 1994 y se convirtió rápidamente en un éxito de sintonía. El programa hablaba de temas tan variados como acerca de los hijos de famosos, la mentira, los niños y los jóvenes, todo con invitados de gran presupuesto. También contó con la presencia del hipnotizador español Tony Kamo, quien realiza actos tan insólitos como provocar un deseo de ir al baño al humorista Bigote Arrocet. Conocido es cuando hizo que el fallecido cantante Zalo Reyes se comiera nada menos que una cebolla en 1995, sin embargo luego el cantante reconoció que en realidad no estaba hipnotizado. También cuando tuvo bajo su poder a Marcos Llunas lo que provoca el enojo de su padre Dyango.
Luego del fin del programa en octubre de 1996, César Antonio Santis volvería con otro programa del mismo impacto llamado Tal para Cual en abril de 1998.

## Invitados
Son muchos los que pisaron el escenario de Hablemos de..., el cual se abría cada vez que se presentaba un cantante, al mismo tiempo que la plataforma donde se sentaban los invitados giraba hasta voltear al escenario principal. Algunos de ellos fueron:

### Cantantes
Chilenos:
- Zalo Reyes
- Patricia Maldonado Aravena
- La Ley
- Florcita Motuda
- Los Tres
- Ariztía
- Lucho Gatica
- Javiera y Los Imposibles
- Elenco de Cachureos
- Andrea Tessa
- Nicole [cita requerida]

Internacionales:
- Ana Gabriel
- Juan Gabriel
- Garibaldi
- Emmanuel
- Fey
- Armando Manzanero
- Camilo Sesto
- Dyango
- Marcos Llunas
- Raphael
- Enrique Iglesias
- Sandro
- Pablo Ruiz
- Pimpinela
- Celia Cruz
- Jon Secada
- Ricky Martin
- Chayanne
- Olga Tañón

### Actores
- Paola Volpato
- Elvira López
- Claudia Di Girolamo
- Álvaro Rudolphy
- Héctor Noguera
- Nissim Sharim
- Silvana Rossi
- Tamara Acosta

### Políticos
- Sebastián Piñera
- Carolina Rossetti
- Iván Moreira
- Joaquín Lavín
- Ricardo Lagos
- Jaime Ravinet
- Isabel Allende Bussi
- Jorge Schaulsohn

### Humoristas
- Bigote Arrocet
- Dino Gordillo
- Paulo Iglesias
- Coco Legrand
- Sandy
- Bombo Fica
- Jorge Porcel

### Animadores
- Chabeli Iglesias
- Matilda Svensson
- Pedro Carcuro
- Jorge Hevia
- Paulina Nin de Cardona
- Julio Videla
- Ivette Vergara
- Jaime Campusano
- Juan Guillermo Vivado
- Felipe Izquierdo
- Mario Kreutzberger "Don Francisco"
- Felipe Camiroaga
- Sergio Livingstone

### Periodistas
- Bernardo de la Maza
- Cecilia Serrano
- Carlos Pinto
- Jaime Celedón
- Totó Romero

### Modelos
- Mónica Aguirre
- Susana Giménez
- Graciela Alfano
- Moria Casán
- Valeria Mazza
- Carolina Parsons
- Rosita Parsons